# (15426) 1998 SW43
1998 أس دابليو 43 (ويعرف أيضًا باسم (15426) 1998 أس دابليو 43 وفق تسمية الكوكب الصغير) (بالإنجليزية: 1998 SW43)‏ هو كويكب ضمن حزام الكويكبات؛ وترتيبه 15426 من حيث الاكتشاف.
اكتُشف هذا الجُرم الفلكي بواسطة برنامج شميدت للكويكبات في بكين في 26 سبتمبر 1998.

## وصلات خارجية
- (15426) 1998 SW43 في قاعدة بيانات مختبر الدفع النفاث لأجرام النظام الشمسي الصغيرة

- الاكتشاف · مخطط المدار ·  العناصر المدارية · المعلمات المادية

- (15426) 1998 SW43 على موقع ويكي سكاي: DSS2, SDSS, GALEX, IRAS, Hydrogen α, X-Ray, Astrophoto, Sky Map, Articles and images